# (72620) 2001 FG25
(72620) 2001 FG25 – planetoida z pasa głównego asteroid okrążająca Słońce w ciągu 4,36 lat w średniej odległości 2,67 j.a. Odkryta 18 marca 2001 roku.